# Acanthopagrus omanensis
Acanthopagrus omanensis is een straalvinnige vissensoort uit de familie van de zeebrasems (Sparidae). De wetenschappelijke naam van de soort is voor het eerst geldig gepubliceerd in 2010 door Iwatsuki & Heemstra.